# DDR-Fußball-Liga 1987/88
In der Saison 1987/88 schaffte die BSG Energie Cottbus nach nur einem Jahr die sofortige Rückkehr in die DDR-Oberliga. Aus der Staffel B folgte ihr die BSG Sachsenring Zwickau.

## Modus
Gespielt wurde in zwei Staffeln zu je 18 Mannschaften (regionale Gesichtspunkte). In einer Doppelrunde mit Hin- und Rückspiel wurden die Staffelsieger und Absteiger ermittelt.

## Staffel A

### Abschlusstabelle
| Pl. | Verein                               | Sp. | S  | U  | N  | Tore    | Diff. | Punkte |
| --- | ------------------------------------ | --- | -- | -- | -- | ------- | ----- | ------ |
| 1.  | BSG Energie Cottbus (A)              | 34  | 20 | 10 | 4  | 069:210 | +48   | 50:18  |
| 2.  | BSG Rotation Berlin                  | 34  | 17 | 10 | 7  | 055:340 | +21   | 44:24  |
| 3.  | Berliner FC Dynamo II                | 34  | 17 | 9  | 8  | 063:490 | +14   | 43:25  |
| 4.  | BSG Motor Ludwigsfelde               | 34  | 18 | 5  | 11 | 051:350 | +16   | 41:27  |
| 5.  | BSG Aktivist Brieske-Senftenberg (N) | 34  | 13 | 11 | 10 | 049:440 | +5    | 37:31  |
| 6.  | BSG Post Neubrandenburg              | 34  | 12 | 13 | 9  | 049:470 | +2    | 37:31  |
| 7.  | BSG KKW Greifswald                   | 34  | 15 | 4  | 15 | 056:550 | +1    | 34:34  |
| 8.  | SG Dynamo Schwerin                   | 34  | 10 | 14 | 10 | 050:600 | −10   | 34:34  |
| 9.  | SG Dynamo Fürstenwalde               | 34  | 10 | 13 | 11 | 044:540 | −10   | 33:35  |
| 10. | ASG Vorwärts Stralsund               | 34  | 12 | 8  | 14 | 041:520 | −11   | 32:36  |
| 11. | BSG Motor Babelsberg                 | 34  | 12 | 7  | 15 | 049:490 | ±0    | 31:37  |
| 12. | BSG Aktivist Schwarze Pumpe          | 34  | 8  | 15 | 11 | 038:380 | ±0    | 31:37  |
| 13. | BSG Motor Schönebeck                 | 34  | 12 | 7  | 15 | 045:510 | −6    | 31:37  |
| 14. | FC Vorwärts Frankfurt/O. II *        | 34  | 11 | 6  | 17 | 060:650 | −5    | 28:40  |
| 15. | BSG Stahl Eisenhüttenstadt           | 34  | 9  | 10 | 15 | 036:450 | −9    | 28:40  |
| 16. | BSG Lokomotive Stendal (N)           | 34  | 11 | 5  | 18 | 036:580 | −22   | 27:41  |
| 17. | BSG Lok/Armaturen Prenzlau           | 34  | 8  | 10 | 16 | 040:540 | −14   | 26:42  |
| 18. | F.C. Hansa Rostock II (N)            | 34  | 7  | 11 | 16 | 040:570 | −17   | 25:43  |

| (A) | Absteiger aus der DDR-Oberliga der letzten DDR-Oberliga 1986/87                                                                |
| (N) | Aufsteiger aus der Bezirksliga 1986/87                                                                                         |
| *   | Durch den Abstieg der ersten Mannschaft aus der Oberliga musste die zweite Mannschaft in die Bezirksliga zurückgestuft werden. |

### Kreuztabelle
Die Kreuztabelle stellt die Ergebnisse aller Spiele dieser Saison dar. Die Heimmannschaft ist in der linken Spalte aufgelistet und die Gastmannschaft in der obersten Reihe.
| 1987/88 | 1987/88                          | BSG Energie Cottbus | BSG Rotation Berlin | Berliner FC Dynamo II | BSG Motor Ludwigsfelde | BSG Aktivist Brieske-Senftenberg | BSG Post Neubrandenburg | BSG KKW Greifswald | SG Dynamo Schwerin | SG Dynamo Fürstenwalde | ASG Vorwärts Stralsund | BSG Motor Babelsberg | BSG Aktivist Schwarze Pumpe | BSG Motor Schönebeck | FC Vorwärts Frankfurt/O. II | BSG Stahl Eisenhüttenstadt | BSG Lokomotive Stendal | BSG Lok/Armaturen Prenzlau | F.C. Hansa Rostock |
| ------- | -------------------------------- | ------------------- | ------------------- | --------------------- | ---------------------- | -------------------------------- | ----------------------- | ------------------ | ------------------ | ---------------------- | ---------------------- | -------------------- | --------------------------- | -------------------- | --------------------------- | -------------------------- | ---------------------- | -------------------------- | ------------------ |
| 01.     | BSG Energie Cottbus              |                     | 2:0                 | 5:0                   | 4:1                    | 1:1                              | 5:0                     | 4:3                | 1:0                | 3:1                    | 4:0                    | 3:0                  | 2:2                         | 2:0                  | 6:2                         | 0:0                        | 0:1                    | 2:1                        | 1:1                |
| 02.     | BSG Rotation Berlin              | 1:1                 |                     | 1:2                   | 0:2                    | 1:1                              | 5:0                     | 2:0                | 1:1                | 1:0                    | 1:0                    | 3:2                  | 1:1                         | 1:2                  | 1:0                         | 1:0                        | 1:1                    | 0:0                        | 4:3                |
| 03.     | Berliner FC Dynamo II            | 0:0                 | 1:2                 |                       | 0:2                    | 5:1                              | 2:1                     | 2:3                | 1:1                | 0:0                    | 1:0                    | 4:1                  | 3:3                         | 4:1                  | 2:0                         | 1:1                        | 2:1                    | 1:1                        | 3:2                |
| 04.     | BSG Motor Ludwigsfelde           | 0:1                 | 1:1                 | 1:2                   |                        | 2:1                              | 1:2                     | 1:0                | 4:0                | 0:0                    | 2:1                    | 0:1                  | 2:0                         | 3:1                  | 1:1                         | 3:1                        | 1:0                    | 1:0                        | 6:1                |
| 05.     | BSG Aktivist Brieske-Senftenberg | 0:2                 | 3:5                 | 2:0                   | 0:0                    |                                  | 2:1                     | 1:0                | 1:1                | 4:1                    | 2:0                    | 5:0                  | 1:0                         | 0:0                  | 2:1                         | 1:1                        | 1:0                    | 1:0                        | 2:1                |
| 06.     | BSG Post Neubrandenburg          | 1:4                 | 1:0                 | 2:2                   | 2:0                    | 1:0                              |                         | 4:2                | 1:1                | 2:2                    | 2:2                    | 1:1                  | 2:0                         | 4:1                  | 1:1                         | 1:1                        | 2:2                    | 1:0                        | 1:0                |
| 07.     | BSG KKW Greifswald               | 1:3                 | 0:0                 | 0:1                   | 1:0                    | 1:2                              | 1:5                     |                    | 2:0                | 4:0                    | 3:1                    | 2:0                  | 0:1                         | 1:0                  | 5:1                         | 3:1                        | 2:1                    | 1:1                        | 3:1                |
| 08.     | SG Dynamo Schwerin               | 1:0                 | 2:2                 | 2:0                   | 4:0                    | 3:2                              | 0:2                     | 2:5                |                    | 1:1                    | 2:2                    | 1:0                  | 1:1                         | 0:0                  | 3:1                         | 3:1                        | 2:0                    | 5:6                        | 2:2                |
| 09.     | SG Dynamo Fürstenwalde           | 3:2                 | 2:1                 | 1:4                   | 2:2                    | 3:0                              | 1:1                     | 5:0                | 1:1                |                        | 0:1                    | 2:1                  | 1:1                         | 2:1                  | 1:5                         | 0:1                        | 1:0                    | 1:0                        | 3:1                |
| 10.     | ASG Vorwärts Stralsund           | 0:0                 | 0:3                 | 2:2                   | 3:1                    | 2:2                              | 0:2                     | 1:0                | 1:0                | 1:1                    |                        | 3:1                  | 2:0                         | 5:1                  | 2:1                         | 3:2                        | 1:0                    | 5:0                        | 2:1                |
| 11.     | BSG Motor Babelsberg             | 1:1                 | 1:3                 | 2:1                   | 2:0                    | 1:1                              | 0:0                     | 5:1                | 0:0                | 2:0                    | 5:0                    |                      | 1:0                         | 4:1                  | 1:2                         | 3:0                        | 7:2                    | 2:0                        | 0:2                |
| 12.     | BSG Aktivist Schwarze Pumpe      | 0:0                 | 0:0                 | 2:2                   | 0:1                    | 1:1                              | 0:3                     | 2:2                | 2:1                | 2:3                    | 2:0                    | 0:2                  |                             | 1:3                  | 0:0                         | 3:1                        | 5:0                    | 1:1                        | 4:0                |
| 13.     | BSG Motor Schönebeck             | 1:0                 | 0:2                 | 1:2                   | 2:0                    | 1:1                              | 4:0                     | 2:5                | 2:2                | 6:1                    | 2:0                    | 1:0                  | 0:0                         |                      | 2:1                         | 0:2                        | 2:0                    | 3:0                        | 3:0                |
| 14.     | FC Vorwärts Frankfurt/O. II      | 1:1                 | 1:2                 | 4:3                   | 0:3                    | 2:1                              | 3:1                     | 1:2                | 7:2                | 0:1                    | 4:1                    | 3:0                  | 0:3                         | 3:0                  |                             | 0:2                        | 6:7                    | 5:1                        | 5:1                |
| 15.     | BSG Stahl Eisenhüttenstadt       | 1:4                 | 0:2                 | 0:1                   | 0:1                    | 1:2                              | 2:1                     | 2:1                | 1:2                | 1:1                    | 2:0                    | 0:0                  | 2:0                         | 0:0                  | 1:1                         |                            | 4:1                    | 2:2                        | 3:1                |
| 16.     | BSG Lokomotive Stendal           | 0:3                 | 0:3                 | 0:2                   | 1:4                    | 2:0                              | 1:0                     | 3:0                | 1:3                | 2:1                    | 0:0                    | 2:0                  | 0:0                         | 2:0                  | [ A 1 ]                     | 1:0                        |                        | 3:0                        | 0:0                |
| 17.     | BSG Lok/Armaturen Prenzlau       | 0:1                 | 3:1                 | 1:3                   | 1:3                    | 1:4                              | 1:1                     | 0:2                | 6:0                | 1:1                    | 3:0                    | 1:0                  | 0:1                         | 1:1                  | 1:0                         | 0:0                        | 2:0                    |                            | 3:0                |
| 18.     | F.C. Hansa Rostock II            | 0:1                 | 1:3                 | 3:4                   | 0:2                    | 2:1                              | 0:0                     | 0:0                | 1:1                | 1:1                    | 0:0                    | 4:2                  | 0:0                         | 2:1                  | 6:0                         | 2:0                        | 0:1                    | 2:1                        |                    |

1. ↑  BSG Lokomotive Stendal – FC Vorwärts Frankfurt/O. II 0:1 (24. Spieltag); Wertung: 2:0 Punkte und 3:0 Tore für Frankfurt/O., Spielabbruch in der 83. Minute wegen wiederholter Zuschauerausschreitungen.

### Torschützenliste
|     | Spieler            | Verein                                               | Tore |
| --- | ------------------ | ---------------------------------------------------- | ---- |
| 01. | Detlef Irrgang     | BSG Energie Cottbus                                  | 25   |
| 02. | Dirk Anders        | Berliner FC Dynamo II                                | 20   |
| 02. | Jörg Seering       | BSG KKW Greifswald                                   | 20   |
| 04. | Petrik Sander      | BSG Energie Cottbus                                  | 18   |
| 05. | Andreas Leuthäuser | BSG Aktivist Brieske-Senftenberg                     | 17   |
| 06. | Steffen Piehl      | BSG Motor Babelsberg                                 | 14   |
| 06. | Sven Theis         | FC Vorwärts Frankfurt/O. II                          | 14   |
| 06. | Detlef Uecker      | BSG Motor Babelsberg                                 | 14   |
| 09. | Ronny Dau          | BSG Motor Ludwigsfelde                               | 13   |
| 09. | André Merkel       | BSG Aktivist Brieske-Senftenberg                     | 13   |
| 09. | Mario Schmoldt     | BSG Motor Ludwigsfelde                               | 13   |
| 09. | Rainer Wiedemann   | BSG Lokomotive Stendal                               | 13   |
| 13. | Dietmar Hirsch     | SG Dynamo Schwerin                                   | 11   |
| 14. | Jens Huch          | BSG Lokomotive Stendal                               | 10   |
| 14. | Peter Kaehlitz     | Berliner FC Dynamo II (7) SG Dynamo Fürstenwalde (3) | 10   |
| 14. | Donald Peitsch     | BSG Post Neubrandenburg                              | 10   |
| 14. | Wolfgang Steinbach | BSG Motor Schönebeck                                 | 10   |
| 14. | Uwe Szangolies     | BSG Rotation Berlin                                  | 10   |

### Zuschauer
In 305 Spielen kamen 380.100 Zuschauer ({\displaystyle \varnothing } 1.246 pro Spiel) in die Stadien.
Größte Zuschauerkulisse
6.500  BSG Motor Babelsberg – BSG Motor Ludwigsfelde (12. Sp.)
Niedrigste Zuschauerkulisse
100 FC Vorwärts Frankfurt/O. II – BSG Lok/Armaturen Prenzlau (3. Sp.)
100 FC Vorwärts Frankfurt/O. II – SG Dynamo Fürstenwalde (16. Sp.)
100 FC Vorwärts Frankfurt/O. II – F.C. Hansa Rostock II (Nachholspiel des 19. Sp.)
100 FC Vorwärts Frankfurt/O. II – SG Dynamo Schwerin (Nachholspiel des 21. Sp.)
100 FC Vorwärts Frankfurt/O. II – BSG Post Neubrandenburg (30. Sp.)
100 FC Vorwärts Frankfurt/O. II – Berliner FC Dynamo II (34. Sp.)
| Mannschaft                       | Gesamt | {\displaystyle \varnothing } | Heim   | {\displaystyle \varnothing } | Ausw.  | {\displaystyle \varnothing } |
| -------------------------------- | ------ | ---------------------------- | ------ | ---------------------------- | ------ | ---------------------------- |
| BSG Energie Cottbus              | 88.200 | 2.594                        | 58.200 | 3.424                        | 30.000 | 1.765                        |
| BSG Rotation Berlin              | 28.700 | 0844                         | 09.600 | 0565                         | 19.100 | 1.124                        |
| Berliner FC Dynamo II            | 26.700 | 0785                         | 05.150 | 0303                         | 21.550 | 1.268                        |
| BSG Motor Ludwigsfelde           | 51.600 | 1.518                        | 24.950 | 1.468                        | 26.650 | 1.568                        |
| BSG Aktivist Brieske-Senftenberg | 46.850 | 1.378                        | 25.700 | 1.512                        | 21.150 | 1.244                        |
| BSG Post Neubrandenburg          | 37.950 | 1.116                        | 20.300 | 1.194                        | 17.650 | 1.038                        |
| BSG KKW Greifswald               | 52.150 | 1.534                        | 32.900 | 1.935                        | 19.250 | 1.132                        |
| SG Dynamo Schwerin               | 37.050 | 1.090                        | 14.850 | 0874                         | 22.200 | 1.306                        |
| SG Dynamo Fürstenwalde           | 27.250 | 0801                         | 07.900 | 0465                         | 19.350 | 1.138                        |
| ASG Vorwärts Stralsund           | 33.950 | 0999                         | 11.600 | 0682                         | 22.350 | 1.315                        |
| BSG Motor Babelsberg             | 56.750 | 1.669                        | 38.600 | 2.271                        | 18.150 | 1.068                        |
| BSG Aktivist Schwarze Pumpe      | 42.050 | 1.237                        | 24.500 | 1.441                        | 17.550 | 1.032                        |
| BSG Motor Schönebeck             | 55.000 | 1.618                        | 31.750 | 1.868                        | 23.250 | 1.368                        |
| FC Vorwärts Frankfurt/O. II      | 20.500 | 0621                         | 02.700 | 0159                         | 17.800 | 1.113                        |
| BSG Stahl Eisenhüttenstadt       | 31.400 | 0924                         | 10.650 | 0626                         | 20.750 | 1.221                        |
| BSG Lokomotive Stendal           | 51.000 | 1.545                        | 30.000 | 1.875                        | 21.000 | 1.235                        |
| BSG Lok/Armaturen Prenzlau       | 45.000 | 1.324                        | 23.350 | 1.374                        | 21.650 | 1.274                        |
| F.C. Hansa Rostock II            | 28.100 | 0826                         | 07.400 | 0435                         | 20.700 | 1.218                        |

## Staffel B

### Abschlusstabelle
| Pl. | Verein                            | Sp. | S  | U  | N  | Tore    | Diff. | Punkte |
| --- | --------------------------------- | --- | -- | -- | -- | ------- | ----- | ------ |
| 1.  | BSG Sachsenring Zwickau           | 34  | 20 | 10 | 4  | 066:340 | +32   | 50:18  |
| 2.  | BSG Stahl Thale (N)               | 34  | 14 | 14 | 6  | 057:400 | +17   | 42:26  |
| 3.  | ASG Vorwärts Dessau               | 34  | 15 | 12 | 7  | 052:380 | +14   | 42:26  |
| 4.  | SG Dynamo Dresden II              | 34  | 16 | 9  | 9  | 057:350 | +22   | 41:27  |
| 5.  | BSG Fortschritt Bischofswerda (A) | 34  | 15 | 11 | 8  | 058:410 | +17   | 41:27  |
| 6.  | BSG Chemie Leipzig                | 34  | 16 | 9  | 9  | 040:330 | +7    | 41:27  |
| 7.  | BSG Chemie Buna Schkopau          | 34  | 12 | 15 | 7  | 049:430 | +6    | 39:29  |
| 8.  | TSG Markkleeberg                  | 34  | 12 | 11 | 11 | 053:500 | +3    | 35:33  |
| 9.  | BSG Wismut Gera                   | 34  | 10 | 14 | 10 | 047:410 | +6    | 34:34  |
| 10. | BSG Motor Suhl                    | 34  | 11 | 11 | 12 | 038:430 | −5    | 33:35  |
| 11. | BSG Robotron Sömmerda (N)         | 34  | 10 | 12 | 12 | 047:500 | −3    | 32:36  |
| 12. | BSG Motor Grimma                  | 34  | 10 | 10 | 14 | 041:540 | −13   | 30:38  |
| 13. | BSG Chemie Böhlen                 | 34  | 8  | 13 | 13 | 036:430 | −7    | 29:39  |
| 14. | BSG Motor Weimar                  | 34  | 9  | 10 | 15 | 036:520 | −16   | 28:40  |
| 15. | BSG Motor Nordhausen              | 34  | 7  | 13 | 14 | 039:470 | −8    | 27:41  |
| 16. | BSG Fortschritt Weida (N)         | 34  | 10 | 7  | 17 | 040:540 | −14   | 27:41  |
| 17. | BSG Aktivist Kali Werra Tiefenort | 34  | 8  | 10 | 16 | 040:560 | −16   | 26:42  |
| 18. | FC Carl Zeiss Jena II             | 34  | 4  | 7  | 23 | 029:710 | −42   | 15:53  |

| (A) | Absteiger aus der DDR-Oberliga der letzten DDR-Oberliga 1986/87 |
| (N) | Aufsteiger aus der Bezirksliga 1986/87                          |

### Kreuztabelle
Die Kreuztabelle stellt die Ergebnisse aller Spiele dieser Saison dar. Die Heimmannschaft ist in der linken Spalte aufgelistet und die Gastmannschaft in der obersten Reihe.
| 1987/88 | 1987/88                           | BSG Sachsenring Zwickau | BSG Stahl Thale | ASG Vorwärts Dessau | SG Dynamo Dresden II | BSG Fortschritt Bischofswerda | BSG Chemie Leipzig | BSG Chemie Buna Schkopau | TSG Markkleeberg | BSG Wismut Gera | BSG Motor Suhl | BSG Robotron Sömmerda | BSG Motor Grimma | BSG Chemie Böhlen | BSG Motor Weimar | BSG Motor Nordhausen | BSG Fortschritt Weida | BSG Aktivist Kali Werra Tiefenort | FC Carl Zeiss Jena II |
| ------- | --------------------------------- | ----------------------- | --------------- | ------------------- | -------------------- | ----------------------------- | ------------------ | ------------------------ | ---------------- | --------------- | -------------- | --------------------- | ---------------- | ----------------- | ---------------- | -------------------- | --------------------- | --------------------------------- | --------------------- |
| 01.     | BSG Sachsenring Zwickau           |                         | 3:1             | 3:1                 | 1:2                  | 2:0                           | 1:1                | 3:2                      | 0:0              | 0:0             | 5:1            | 1:1                   | 2:0              | 1:1               | 4:1              | 2:1                  | 2:1                   | 2:1                               | 7:1                   |
| 02.     | BSG Stahl Thale                   | 0:0                     |                 | 0:0                 | 2:2                  | 1:1                           | 3:2                | 1:1                      | 3:1              | 2:1             | 3:0            | 3:0                   | 4:2              | 3:2               | 1:1              | 2:1                  | 3:0                   | 0:2                               | 3:0                   |
| 03.     | ASG Vorwärts Dessau               | 3:1                     | 3:2             |                     | 2:1                  | 2:0                           | 1:0                | 1:2                      | 2:1              | 1:1             | 2:0            | 4:2                   | 3:1              | 2:1               | 0:0              | 0:0                  | 2:2                   | 3:3                               | 2:0                   |
| 04.     | SG Dynamo Dresden II              | 1:2                     | 2:2             | 1:0                 |                      | 1:2                           | 1:1                | 2:0                      | 0:1              | 3:1             | 2:0            | 1:0                   | 4:2              | 1:1               | 3:1              | 3:1                  | 2:0                   | 3:0                               | 3:0                   |
| 05.     | BSG Fortschritt Bischofswerda     | 3:1                     | 0:0             | 0:0                 | 3:3                  |                               | 3:0                | 4:1                      | 0:0              | 5:2             | 0:2            | 2:1                   | 4:0              | 2:1               | 2:0              | 1:1                  | 2:0                   | 3:1                               | 2:3                   |
| 06.     | BSG Chemie Leipzig                | 2:0                     | 0:2             | 1:1                 | 0:2                  | 2:1                           |                    | 0:1                      | 3:1              | 1:1             | 2:0            | 1:0                   | 2:1              | 3:2               | 2:0              | 2:1                  | 1:0                   | 0:0                               | 1:0                   |
| 07.     | BSG Chemie Buna Schkopau          | 0:1                     | 0:2             | 3:1                 | 0:0                  | 2:2                           | 1:1                |                          | 2:2              | 1:0             | 4:0            | 0:0                   | 2:2              | 1:2               | 1:0              | 1:1                  | 4:0                   | 3:1                               | 1:0                   |
| 08.     | TSG Markkleeberg                  | 1:2                     | 2:1             | 1:4                 | 1:1                  | 3:2                           | 1:2                | 5:1                      |                  | 0:1             | 1:1            | 1:1                   | 3:1              | 0:0               | 2:1              | 2:1                  | 2:2                   | 6:2                               | 3:1                   |
| 09.     | BSG Wismut Gera                   | 2:4                     | 1:0             | 0:2                 | 1:3                  | 1:1                           | 3:1                | 2:2                      | 1:1              |                 | 1:1            | 1:2                   | 4:0              | 0:0               | 5:1              | 4:1                  | 2:1                   | 0:0                               | 5:0                   |
| 10.     | BSG Motor Suhl                    | 0:0                     | 4:1             | 3:1                 | 1:0                  | 0:1                           | 0:0                | 0:0                      | 0:0              | 1:1             |                | 2:0                   | 1:1              | 2:0               | 2:0              | 0:0                  | 2:0                   | 4:0                               | 1:0                   |
| 11.     | BSG Robotron Sömmerda             | 1:1                     | 0:0             | 1:1                 | 4:2                  | 2:1                           | 0:1                | 2:2                      | 1:2              | 3:1             | 3:2            |                       | 2:2              | 0:0               | 2:0              | 1:3                  | 4:2                   | 2:2                               | 2:1                   |
| 12.     | BSG Motor Grimma                  | 1:1                     | 0:0             | 3:2                 | 2:1                  | 0:0                           | 1:0                | 0:0                      | 3:2              | 1:2             | 1:1            | 1:2                   |                  | 2:0               | 5:2              | 1:1                  | 1:0                   | 1:0                               | 3:2                   |
| 13.     | BSG Chemie Böhlen                 | 1:3                     | 0:0             | 0:0                 | 1:0                  | 1:2                           | 2:1                | 1:2                      | 3:2              | 1:1             | 3:0            | 0:3                   | 2:0              |                   | 2:2              | 1:1                  | 1:0                   | 4:1                               | 1:1                   |
| 14.     | BSG Motor Weimar                  | 1:1                     | 1:1             | 3:1                 | 1:1                  | 3:1                           | 0:0                | 1:2                      | 2:3              | 0:0             | 3:2            | 2:1                   | 0:0              | 3:1               |                  | 0:0                  | 2:1                   | 1:0                               | 2:1                   |
| 15.     | BSG Motor Nordhausen              | 1:3                     | 2:4             | 1:1                 | 0:1                  | 3:3                           | 1:1                | 1:1                      | 0:2              | 1:0             | 1:1            | 1:1                   | 1:0              | 0:0               | 0:1              |                      | 3:4                   | 3:0                               | 2:0                   |
| 16.     | BSG Fortschritt Weida             | 1:2                     | 2:2             | 0:0                 | 2:1                  | 0:0                           | 0:2                | 2:3                      | 3:1              | 1:1             | 2:0            | 4:1                   | 1:0              | 1:0               | 1:0              | 0:1                  |                       | 2:1                               | 4:1                   |
| 17.     | BSG Aktivist Kali Werra Tiefenort | 0:1                     | 3:4             | 0:2                 | 0:0                  | 2:4                           | 1:2                | 1:1                      | 0:0              | 0:0             | 4:1            | 2:0                   | 3:1              | 3:1               | 2:0              | 2:1                  | 1:1                   |                                   | 2:0                   |
| 18.     | FC Carl Zeiss Jena II             | 1:4                     | 1:1             | 1:2                 | 0:5                  | 0:1                           | 1:2                | 2:2                      | 3:0              | 0:1             | 1:1            | 2:2                   | 0:2              | 0:0               | 2:1              | 0:3                  | 4:0                   | 0:0                               |                       |

### Torschützenliste
|     | Spieler          | Verein                        | Tore |
| --- | ---------------- | ----------------------------- | ---- |
| 01. | Andreas Bielau   | BSG Sachsenring Zwickau       | 17   |
| 02. | Roci Schiemann   | BSG Fortschritt Bischofswerda | 15   |
| 02. | Thomas Weiß      | BSG Stahl Thale               | 15   |
| 04. | Tino Scholtissek | SG Dynamo Dresden II          | 13   |
| 05. | Ulrich Oevermann | BSG Wismut Gera               | 12   |
| 05. | Andreas Tillmann | TSG Markkleeberg              | 12   |
| 07. | Jörg Engelmann   | BSG Chemie Leipzig            | 11   |
| 07. | Lutz Klein       | BSG Motor Grimma              | 11   |
| 07. | Holger Krostitz  | BSG Chemie Buna Schkopau      | 11   |
| 10. | Peter Göldner    | BSG Sachsenring Zwickau       | 10   |
| 10. | Torsten Gütschow | SG Dynamo Dresden II          | 10   |
| 10. | Michael Nehring  | BSG Motor Grimma              | 10   |
| 10. | Michael Reimer   | BSG Chemie Leipzig            | 10   |
| 10. | Thomas Vogel     | BSG Robotron Sömmerda         | 10   |
| 10. | Heiko Weber      | BSG Stahl Thale               | 10   |
| 10. | Kai Wengefeld    | BSG Motor Weimar              | 10   |

### Zuschauer
In 306 Spielen kamen 397.290 Zuschauer ({\displaystyle \varnothing } 1.298 pro Spiel) in die Stadien.
Größte Zuschauerkulisse
7.500 BSG Stahl Thale – BSG Chemie Leipzig (11. Sp.)
Niedrigste Zuschauerkulisse
100 FC Carl Zeiss Jena II – BSG Aktivist Kali Werra Tiefenort (16. Sp.)
100 FC Carl Zeiss Jena II – BSG Robotron Sömmerda (Nachholspiel des 21. Sp.)
100 SG Dynamo Dresden II – BSG Motor Suhl (31. Sp.)
100 SG Dynamo Dresden II – BSG Motor Weimar (33. Sp.)
| Mannschaft                        | Gesamt | {\displaystyle \varnothing } | Heim   | {\displaystyle \varnothing } | Ausw.  | {\displaystyle \varnothing } |
| --------------------------------- | ------ | ---------------------------- | ------ | ---------------------------- | ------ | ---------------------------- |
| BSG Sachsenring Zwickau           | 78.150 | 2.299                        | 46.050 | 2.709                        | 32.100 | 1.888                        |
| BSG Stahl Thale                   | 73.850 | 2.172                        | 49.050 | 2.885                        | 24.800 | 1.459                        |
| ASG Vorwärts Dessau               | 37.550 | 1.104                        | 15.950 | 0938                         | 21.600 | 1.271                        |
| SG Dynamo Dresden II              | 23.930 | 0704                         | 05.680 | 0334                         | 18.250 | 1.074                        |
| BSG Fortschritt Bischofswerda     | 59.250 | 1.743                        | 37.000 | 2.176                        | 22.250 | 1.309                        |
| BSG Chemie Leipzig                | 87.550 | 2.575                        | 50.450 | 2.968                        | 37.100 | 2.182                        |
| BSG Chemie Buna Schkopau          | 31.850 | 0937                         | 12.300 | 0724                         | 19.550 | 1.150                        |
| TSG Markkleeberg                  | 34.800 | 1.024                        | 16.300 | 0959                         | 18.500 | 1.088                        |
| BSG Wismut Gera                   | 39.500 | 1.162                        | 15.700 | 0924                         | 23.800 | 1.400                        |
| BSG Motor Suhl                    | 33.450 | 0984                         | 14.250 | 0838                         | 19.200 | 1.129                        |
| BSG Robotron Sömmerda             | 33.350 | 0981                         | 13.600 | 0800                         | 19.750 | 1.162                        |
| BSG Motor Grimma                  | 51.250 | 1.507                        | 29.900 | 1.759                        | 21.350 | 1.256                        |
| BSG Chemie Böhlen                 | 33.350 | 0981                         | 13.200 | 0776                         | 20.150 | 1.185                        |
| BSG Motor Weimar                  | 35.350 | 1.040                        | 16.300 | 0959                         | 19.050 | 1.121                        |
| BSG Motor Nordhausen              | 40.210 | 1.183                        | 19.960 | 1.174                        | 20.250 | 1.191                        |
| BSG Fortschritt Weida             | 41.120 | 1.209                        | 19.450 | 1.144                        | 21.670 | 1.275                        |
| BSG Aktivist Kali Werra Tiefenort | 36.810 | 1.083                        | 17.250 | 1.015                        | 19.560 | 1.151                        |
| FC Carl Zeiss Jena II             | 23.260 | 0684                         | 04.900 | 0288                         | 18.360 | 1.080                        |

## Aufsteiger
| 1. Staffel A                 | BSG Energie Cottbus |
| Logo der BSG Energie Cottbus | Jörg Klimpel (34 Spiele / Tore –) Frank Vogel (33/1) Andreas Rath (21/2), Jens Melzig (26/1), Maik Pohland (30/2) Holger Fandrich (34/1), Detlef Irrgang (34/25), Ralf Lempke (31/2), Frank Lehmann (31/3) Olaf Besser (21/2), Petrik Sander (34/18) Trainer: Fritz Bohla |
| Logo der BSG Energie Cottbus | außerdem: Steffen Rietschel (15/3), Jörg Schwanke (6/–), Andreas Wolf (26/3); Dietmar Drabow (13/2), Christian Frischke (7/–), Karsten Haasler (1/–), Mike Klenge (5/–), Andreas Kretzer (5/1), Jörg Woltmann (11/–); Holger Fraedrich (8/1), Jörg Jenter (8/2), Frank Lindemann (2/–) ohne Einsatz blieben: Holger Hünsche (Tor), Reinhard Schwerdtner (Tor) und Ralf Daubitz |

| 1. Staffel B                     | BSG Sachsenring Zwickau |
| Logo der BSG Sachsenring Zwickau | Jens Trötschel (34 Spiele / Tore –) Andreas Mittag (33/9) Thomas Schmiecher (32/1), Marcel Babik (15/1) , Steffen Hartkopf (29/3) Ralf Wagner (31/2), Fred Steinborn (28/2), Ralf Schneider (28/8) Jens Heineccius (31/2), Peter Göldner (32/10), Andreas Bielau (29/17) Trainer: Jürgen Croy |
| Logo der BSG Sachsenring Zwickau | außerdem: Jürgen Köberlein (9/2), Uwe Pohl (4/–), Dirk Schuster (12/–), Andreas Uhlig (10/–); Thomas Leonhardt (3/–), Volker Schlicke (6/1), Robby Schneidenbach (17/–), Ingo Weiß (9/–); Jens Mitzscherling (26/7), Olaf Schreiber (2/–) dazu ein Eigentor von Böhm (Motor Suhl) ohne Einsatz blieben: Steffen Fickert (Tor), Lutz Rathmann (Tor), Michael Hippmann, Jörg Einsiedel und Steffen Hiller |

## Aufstiegsrunde zur DDR-Liga
Sechs Mannschaften aus den 15 Bezirksligen steigen in die DDR-Liga auf. In drei Gruppen zu je fünf Mannschaften, ermittelten die 15 Bezirksmeister bzw. aufstiegsberechtigten Vereine die Aufsteiger. Die beiden Erstplatzierten jeder Gruppe steigen auf. Jede Mannschaft bestritt in ihrer Gruppe zwei Heimspiele und zwei Auswärtsspiele.

## Staffel 1
In der Staffel 1 spielten die Meister aus den Bezirken Rostock, Schwerin, Neubrandenburg, Potsdam und Magdeburg.

### Abschlusstabelle
| Pl. | Verein                       | Sp. | S | U | N | Tore    | Diff. | Punkte |
| --- | ---------------------------- | --- | - | - | - | ------- | ----- | ------ |
| 1.  | BSG Stahl Hennigsdorf        | 4   | 2 | 2 | 0 | 008:400 | +4    | 06:20  |
| 2.  | BSG Schiffahrt/Hafen Rostock | 4   | 2 | 1 | 1 | 010:100 | ±0    | 05:30  |
| 3.  | BSG Einheit Wernigerode      | 4   | 2 | 0 | 2 | 009:500 | +4    | 04:40  |
| 4.  | ISG Schwerin                 | 4   | 1 | 1 | 2 | 009:100 | −1    | 03:50  |
| 5.  | TSG Neustrelitz              | 4   | 1 | 0 | 3 | 006:130 | −7    | 02:60  |

### Kreuztabelle
Die Kreuztabelle stellt die Ergebnisse aller Spiele dieser Aufstiegsrunde dar. Die Heimmannschaft ist in der linken Spalte aufgelistet und die Gastmannschaft in der obersten Reihe.
| 1987/88 | 1987/88                      | BSG Stahl Hennigsdorf | BSG Schiffahrt/Hafen Rostock | BSG Einheit Wernigerode | ISG Schwerin | TSG Neustrelitz |
| ------- | ---------------------------- | --------------------- | ---------------------------- | ----------------------- | ------------ | --------------- |
| 01.     | BSG Stahl Hennigsdorf        |                       | ---                          | ---                     | 1:1          | 3:0             |
| 02.     | BSG Schiffahrt/Hafen Rostock | 2:2                   |                              | 2:1                     | ---          | ---             |
| 03.     | BSG Einheit Wernigerode      | 1:2                   | ---                          |                         | ---          | 4:0             |
| 04.     | ISG Schwerin                 | ---                   | 5:2                          | 1:3                     |              | ---             |
| 05.     | TSG Neustrelitz              | ---                   | 2:4                          | ---                     | 4:2          |                 |

## Staffel 2
In der Staffel 2 spielten die Meister aus den Bezirken Berlin, Frankfurt (Oder), Cottbus, Leipzig und Dresden.

### Abschlusstabelle
| Pl. | Verein                       | Sp. | S | U | N | Tore    | Diff. | Punkte |
| --- | ---------------------------- | --- | - | - | - | ------- | ----- | ------ |
| 1.  | BSG KWO Berlin               | 4   | 3 | 1 | 0 | 008:000 | +8    | 07:10  |
| 2.  | BSG Aktivist Borna           | 4   | 2 | 1 | 1 | 002:400 | −2    | 05:30  |
| 3.  | BSG Chemie PCK Schwedt       | 4   | 2 | 0 | 2 | 007:700 | ±0    | 04:40  |
| 4.  | BSG Chemie “W.-P.-St.” Guben | 4   | 1 | 1 | 2 | 008:110 | −3    | 03:50  |
| 5.  | BSG Fortschritt Neustadt     | 4   | 0 | 1 | 3 | 003:600 | −3    | 01:70  |

### Kreuztabelle
Die Kreuztabelle stellt die Ergebnisse aller Spiele dieser Aufstiegsrunde dar. Die Heimmannschaft ist in der linken Spalte aufgelistet und die Gastmannschaft in der obersten Reihe.
| 1987/88 | 1987/88                      | BSG KWO Berlin | BSG Aktivist Borna | BSG Chemie PCK Schwedt | BSG Chemie Wilhelm-Pieck Stadt Guben | BSG Fortschritt Neustadt |
| ------- | ---------------------------- | -------------- | ------------------ | ---------------------- | ------------------------------------ | ------------------------ |
| 01.     | BSG KWO Berlin               |                | ---                | 3:0                    | 4:0                                  | ---                      |
| 02.     | BSG Aktivist Borna           | 0:0            |                    | 1:0                    | ---                                  | ---                      |
| 03.     | BSG Chemie PCK Schwedt       | ---            | ---                |                        | 5:2                                  | 2:1                      |
| 04.     | BSG Chemie “W.-P.-St.” Guben | ---            | 4:0                | ---                    |                                      | 2:2                      |
| 05.     | BSG Fortschritt Neustadt     | 0:1            | 0:1                | ---                    | ---                                  |                          |

## Staffel 3
In der Staffel 3 spielten die Meister aus den Bezirken Halle, Erfurt, Suhl, Gera und Karl-Marx-Stadt.

### Abschlusstabelle
| Pl. | Verein                            | Sp. | S | U | N | Tore    | Diff. | Punkte |
| --- | --------------------------------- | --- | - | - | - | ------- | ----- | ------ |
| 1.  | SG Dynamo Eisleben                | 4   | 3 | 1 | 0 | 010:200 | +8    | 07:10  |
| 2.  | BSG Motor „F.-H.“ Karl-Marx-Stadt | 4   | 2 | 1 | 1 | 008:200 | +6    | 05:30  |
| 3.  | BSG Chemie IW Ilmenau             | 4   | 2 | 1 | 1 | 007:300 | +4    | 05:30  |
| 4.  | BSG Elektronik Lobenstein         | 4   | 1 | 0 | 3 | 001:140 | −13   | 02:60  |
| 5.  | BSG Glückauf Sondershausen        | 4   | 0 | 1 | 3 | 003:800 | −5    | 01:70  |

### Kreuztabelle
Die Kreuztabelle stellt die Ergebnisse aller Spiele dieser Aufstiegsrunde dar. Die Heimmannschaft ist in der linken Spalte aufgelistet und die Gastmannschaft in der obersten Reihe.
| 1987/88 | 1987/88                           | SG Dynamo Eisleben | BSG Motor „F.-H.“ Karl-Marx-Stadt | BSG Chemie IW Ilmenau |     | BSG Glückauf Sondershausen |
| ------- | --------------------------------- | ------------------ | --------------------------------- | --------------------- | --- | -------------------------- |
| 01.     | SG Dynamo Eisleben                |                    | 1:0                               | 0:0                   | --- | ---                        |
| 02.     | BSG Motor „F.-H.“ Karl-Marx-Stadt | ---                |                                   | 3:0                   | 4:0 | ---                        |
| 03.     | BSG Chemie IW Ilmenau             | ---                | ---                               |                       | 4:0 | 3:0                        |
| 04.     | BSG Elektronik Lobenstein         | 0:6                | ---                               | ---                   |     | 1:0                        |
| 05.     | BSG Glückauf Sondershausen        | 2:3                | 1:1                               | ---                   | --- |                            |